# Terminalia archipelagi
Espèce
Statut de conservation UICN

 VU B2ab(iii) : Vulnérable
Terminalia archipelagi est une espèce de plantes du genre Terminalia de la famille des Combretaceae. endémique de l'Archipel Bismarck, en Papouasie-Nouvelle-Guinée.
Elle est menacée du fait de la disparition de son habitat.